# ADS Allgemeine Deutsche Steuerberatungsgesellschaft
Die ADS Allgemeine Deutsche Steuerberatungsgesellschaft mbH ist ein national operierendes Dienstleistungsunternehmen mit den Schwerpunkten Steuer- und betriebswirtschaftliche Beratung sowie private Finanzplanung. Bundesweit ist sie auf mittelständische Unternehmen und hier besonders auf den Lebensmitteleinzelhandel spezialisiert.  Mit insgesamt 880 Mitarbeitern an 26 Standorten in Deutschland gehört sie mit einem Umsatz von über 69 Mio. Euro in 2021 zu den großen Steuerberatungsgesellschaften in Deutschland.

## Geschichte
Gegründet wurde die ADS 1955 als Buchungsstelle der Edeka-Gruppe in Hamburg mit 10 Mitarbeitern. 1960 wurde die erste Zweigniederlassung in Frankfurt a. M. gegründet. Innerhalb der darauffolgenden drei Jahre kamen dann weitere Standorte wie Köln, München, Hannover, Stuttgart, Berlin und Dortmund hinzu.

## Dienstleistungen
Die ADS Allgemeine Deutsche Steuerberatungsgesellschaft mbH bietet kleinen und mittelständischen Unternehmen aus unterschiedlichen Branchen Beratungen in  steuerlichen, betriebswirtschaftlichen und finanziellen Fragen an. Spezielle Beratungs- und Strategiekonzepte wurden besonders für den Lebensmitteleinzelhandel entwickelt.

## Standorte
Das Unternehmen ist  2020 an  26 Standorten präsent (in chronologischer Reihenfolge nach Gründungsjahr): Hamburg, Frankfurt a. M., Köln, München, Hannover, Stuttgart, Berlin, Dortmund, Oldenburg, Kassel, Offenburg, Saarbrücken, Nürnberg, Kiel, Mannheim, Landshut, Ravensburg, Bingen, Lüneburg, Würzburg, Simmern, Chemnitz, Ilmenau, Schwerin, Schenefeld, Hallbergmoos.